# Paul Dessau
Paul Dessau (Hamburgo, 19 de dezembro de 1894 — 28 de junho de 1979) foi um compositor e maestro alemão.

## Óperas
- Die Reisen des Glücksgotts, 1945)
- The Condemnation of Lucullus, 1949-1951 estreia, 1951 Staatsoper
- Puntila, 1956-1959, estreia,1966 Staatsoper
- Die heilige Johanna der Schlachthöfe, 1961
- Lanzelot, 1967-9, estreia, 1969 Staatsoper
- Einstein, 1969-1972, estreia, 1974 Staatsoper
- Leonce und Lena, 1976-1979 estreia, 1979